# Jezero Nam
Jezero Nam ali Nam tso (mongolsko Tenger nuur; kitajsko: 纳木错; pinjin: Nàmù Cuò; tibetanščina: གནམ་མཚོ་, ZYPY: Nam Co; »Nebeško jezero« v evropski literaturi: Tengri Nor, 30°42′N 90°33′E / 30.700°N 90.550°E) je gorsko jezero na meji med okrožjem Damšung v mestu na ravni prefekture Lasa in okrožjem Baingoin v prefekturi Nagču v Avtonomni pokrajini Tibet, Kitajska, približno 112 kilometrov SSZ od Lase.

## Geografija
Nam tso (Namco) je jezero, ki je nastalo v paleogenski dobi kot posledica premikov himalajskih tektonskih plošč. Jezero leži na nadmorski višini 4718 m in ima površino 1900 km². To slano jezero je največje jezero v Avtonomni pokrajini Tibet. Vendar pa ni največje jezero na planoti Činghaj-Tibet. Ta naziv pripada jezeru Činghaj (več kot dvakrat večje od Nam tsoja); ki leži več kot 1000 km severovzhodno v mestu Činghaj.
Nam tso ima poleg enega ali dveh skalnatih osamelcev pet nenaseljenih otokov primerne velikosti. Otoke so uporabljali za duhovni umik romarjev, ki so ob koncu zime hodili po zmrznjeni gladini jezera in s seboj nosili hrano. Tam so preživeli poletje in se niso mogli več vrniti na obalo, dokler voda naslednjo zimo ni zmrznila. Kitajske oblasti te prakse ne dovoljujejo več.
Največji otok je v severozahodnem kotu jezera in je dolg približno 2100 m in širok 800 m, na sredini pa se dviga do nekaj več kot 100 m . Na svoji najbližji točki je približno 3,1 km oddaljen od obale.
Podnebje v okolici jezera je podvrženo nenadnim spremembam, snežne nevihte so zelo pogoste v pogorju Njainčêntanglha.
Nam tso ima po Köppnovi podnebni klasifikaciji alpsko ali tundra podnebje (Koppen ET).

## Druge lastnosti
Nam tso slovi kot eno najlepših krajev v gorovju Njainčêntanglha. Njegove jamske samote so bile stoletja cilj tibetanskih romarjev. Leta 2005 je bila do jezera dokončana asfaltirana cesta čez prelaz Laken  na 5186 m, kar je omogočilo enostaven dostop iz Lase in razvoj turizma ob jezeru. Naselja na tem območju so Dobdžoi, Dongar in Ča'gjungoinba. Samostan Taši Dor je na jugovzhodnem koncu jezera.

## V populatni kulturi
Okoli naravnih elementov območja, zgodovinskega in antropološkega ozadja je bila na CCTV1 predvajana romantična drama kitajsko: 香格里拉Šangri-La iz leta 2010, v kateri igra priljubljeni kitajski igralec Hu Ge in je prejela pozitivne kritike.
Nekateri prizori v hongkonškem filmu Dotik iz leta 2002 so bili posneti ob jezeru. 
Jezero Nam tso je bilo prikazano v epizodi 4, The Roof of the World, BBC-jeve TV serije: Himalaya z Michaelom Palinom.

## Galerija
| - Pastoralni nomadi taborijo blizu jezera Nam - Nam tso v poletnem času - Nam tso iz vesolja - Nam tso viden z Laken La |

## Asteroid
Asteroid 248388 Namtso, ki ga je leta 2005 odkril italijanski astronom Vincenzo Casulli, je dobil ime po jezeru. Uradno navedbo poimenovanja je Center manjših planetov objavil 5. oktobra 2017 (M.P.C. 106504).